# Quechultenango
Quechultenango est une ville et le siège de la municipalité de Quechultenango, dans l'état de Guerrero, au sud-ouest du Mexique.